# 廬光尺蛾
廬光尺蛾（学名：Triphosa lugens）为尺蛾科光尺蛾屬下的一个种。